# Ameca (municipalité)
Pour les articles homonymes, voir Ameca.
Ameca est une ville et une municipalité de l'État de Jalisco au Mexique.
La municipalité a 60 951 habitants en 2015.

## Toponymie et héraldique
Le nom Ameca vient du nahuatl Amecatl qui signifie rivière et se compose de atl et mecatl signifiant respectivement eau et corde, littéralement une « corde d'eau ».
Le gentilé correspondant à Ameca est en espagnol : amequense.
Dans le blason de la municipalité adopté en 1978, le bleu et le jaune symbolisent son ciel lumineux et sa terre fertile, la fleur de lys représente la noblesse de ses origines et les ondulations claires représentent le rio Ameca. Le contour du Cerro Cuauhtépetl est visible en arrière-plan au centre. La demi-roue dentée, la main tenant une canne à sucre et le livre ouvert représentent l'énergie, l'industrie et la culture. Le nom nahuatl Amecatl figure en bas. Le blason est entouré par la devise « noblesse, progrès et travail » accompagnée d'une tour crénelée et de feuillage.

## Géographie
La municipalité est située à 1 235 m d'altitude dans la région Valles dont elle est le centre administratif et la plus grande ville, et à environ 90 km à l'ouest de Guadalajara.
Elle est limitrophe de l'État de Nayarit et entourée par des municipalités de l'État de Jalisco.
| (Nayarit)   | Etzatlán   | Ahualulco de Mercado |
| Guachinango | Ameca      | Teuchitlán           |
| Atengo (es) | Tecolotlán | San Martín Hidalgo   |

Les terres agricoles (maïs, canne à sucre, sorgho, agave bleu, etc.) et l'élevage occupent l'essentiel du territoire de la municipalité.
S'y ajoutent plus de 9 800 ha de forêts de chênes, d'oyamel et de pins.
Il y a aussi des gisements d'or, d'argent, de plomb et autres.
La faune comprend notamment le porc-épic, le puma, le leoncillo[à vérifier], le blaireau, le tatou, l'écureuil et le coyote.
Le cours supérieur du río Ameca traverse la municipalité d'est en ouest. L'Ameca prend sa source dans la forêt de la Primavera (es) non loin de Guadalajara et débouche dans l'océan Pacifique à Puerto Vallarta après avoir servi de frontière entre les États de Jalisco et Nayarit.
La température moyenne annuelle à Ameca est de 21,3 °C.
Les vents dominants viennent du nord-ouest.
Les précipitations annuelles moyennes font 864 mm et il pleut principalement de juin à septembre.
Il y a 11 jours de gel par an en moyenne.

## Histoire

Le sur la carte du Jalisco préhispanique.

L'histoire traditionnelle d'Ameca remonte aux environs de 1325 lorsque Jojouhquitecuani conquiert la fertile vallée d'Ameca et plusieurs villes vassales du souverain purépecha (caltzoncin) de Pátzcuaro. Ses descendants lui succèdent jusqu'à l'arrivée des Espagnols.
La conquête espagnole est d'abord le fait de Juan de Añesta, un soldat isolé qui arrive en 1522 pieds nus et seulement armé d'une épée dans la vallée. Il est reçu pacifiquement par la population qui le considère comme le fils du soleil annoncé par une ancienne prédiction.
Ameca va dépendre d'abord de Colima, puis successivement de Mexico, de Sayula et de Cocula.
Un premier trapiche, ou moulin à sucre, y est bâti en 1619.
Ameca acquiert en 1833 le statut de ville.
En 2010, la municipalité compte 57 340 habitants pour une superficie de 685,73 km2, dont 68 % de population urbaine. Le chef-lieu Ameca a alors 36 156 habitants. La municipalité comprend 90 autres localités dont les plus importantes sont El Cabezón, San Antonio Matute, San Antonio Puerta de la Vega et Los Pocitos qui ont en 2010 respectivement 2 683, 2 225, 1 077 et 1 019 habitants.
Au recensement de 2015, la population de la municipalité passe à 60 951 habitants.

## Points d'intérêt
On peut citer :
- le musée régional d'Ameca : le musée conserve d'importantes collections archéologiques et paléontologiques, notamment la collection archéologique donnée en 1982 par Filemón Gutiérrez Ramírez ;
- l'église paroissiale Santiago Apóstol édifiée au XVIe siècle ;
- le sanctuaire de la Vierge de Guadalupe de 1875 ;
- la chapelle de la Conchita du XIXe siècle ;
- l'hôtel de ville de 1529 incendié en 1914 et reconstruit de 1917 à 1924 ;
- les bâtiments néo-classiques tels que l'hôpital Romero Gil et l'église Santo Domingo ;
- les anciennes haciendas d'El Cabezón (1844), San Antonio Matute (1911) et La Esperanza ;
- l'ancienne hacienda de Santa María de la Huerta où sont exposées des peintures du XVIe siècle représentant la Vierge de Guadalupe et la Trinité ;
- les broderies, la tequila et les spécialités culinaires locales ;
- le carnaval d'Ameca qui débute l'avant-dernier samedi avant mardi gras et dure 10 jours ;
- les promenades et baignades le long des affluents du río Ameca ;
- les « piedras bolas » : d'étranges boules de pierre (volcanique[à vérifier]) de toute taille jusqu'à 3 m de diamètre que l'on trouve dans la montagne d'Ameca.

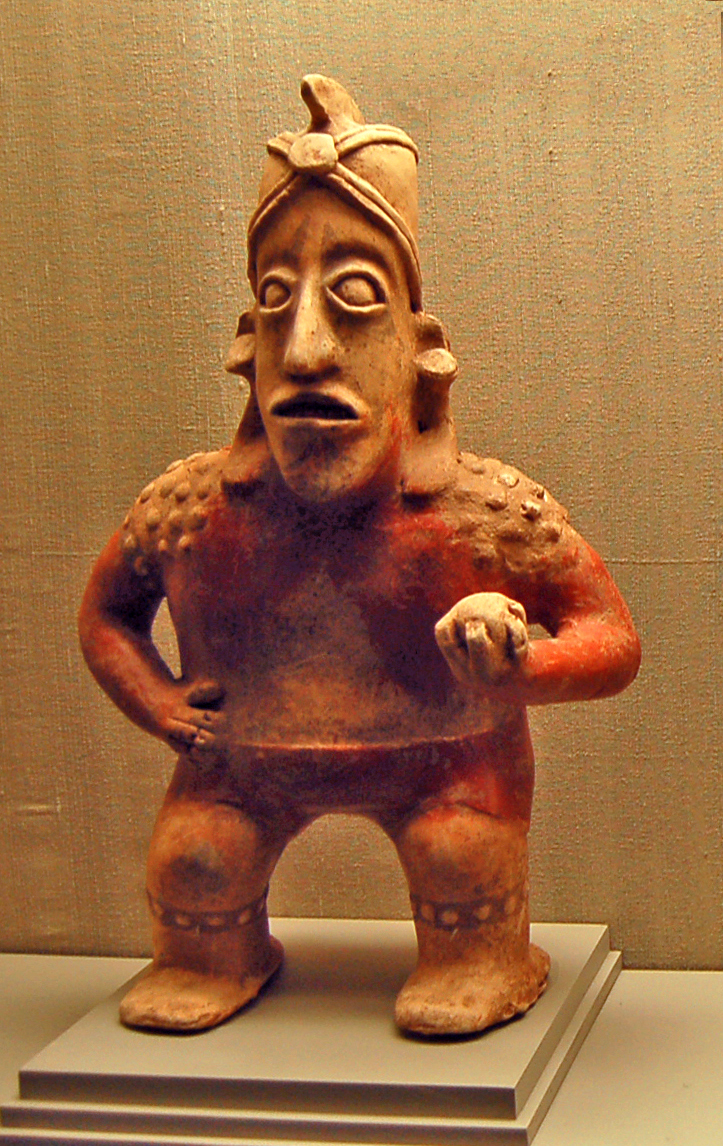
Joueur de balle. Figurine de la culture des tombes à puits de style Ameca.
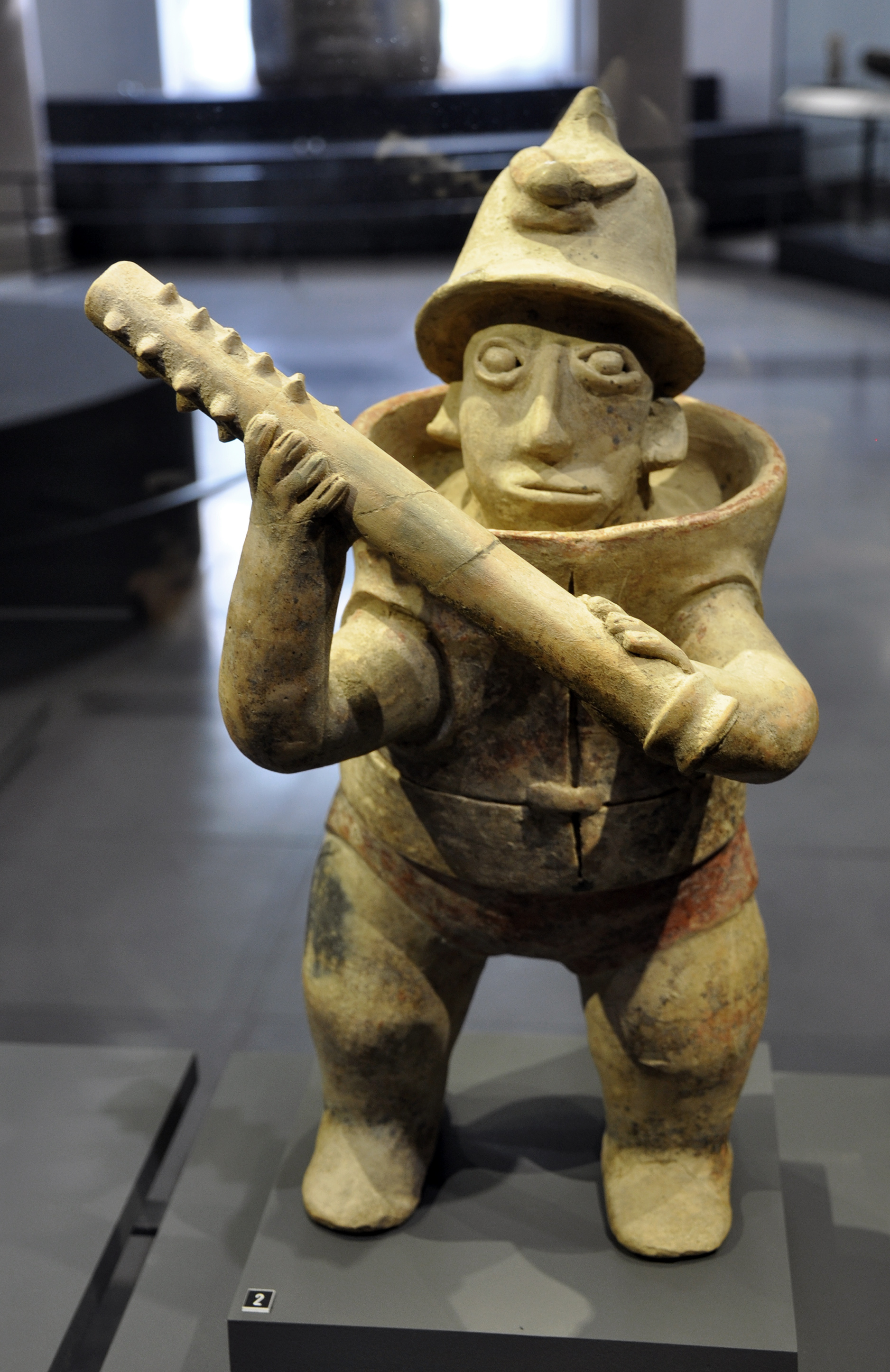
Guerrier de style Ameca-Etzatlan aux MRAH de Bruxelles.
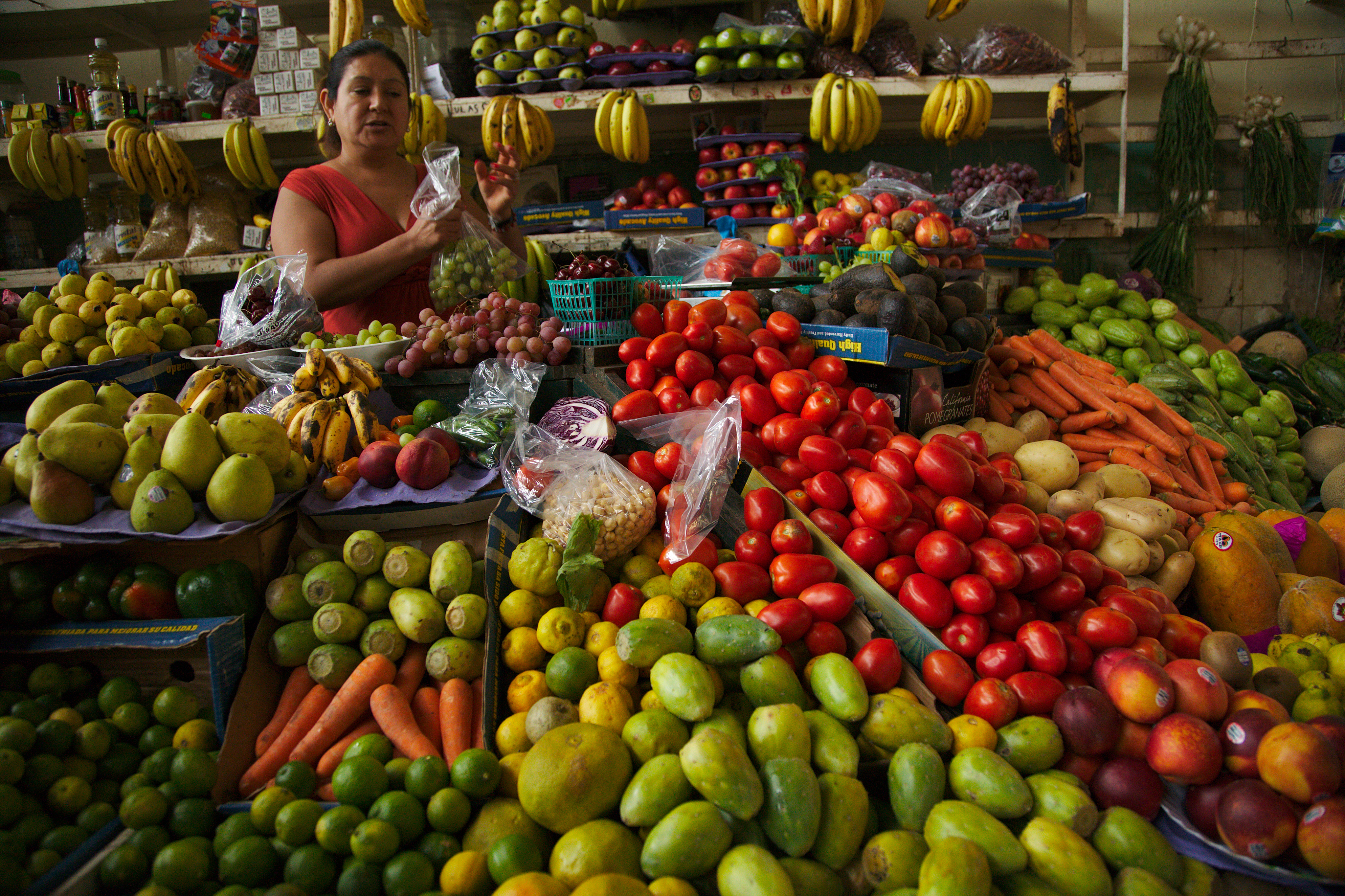
Marché à Ameca.
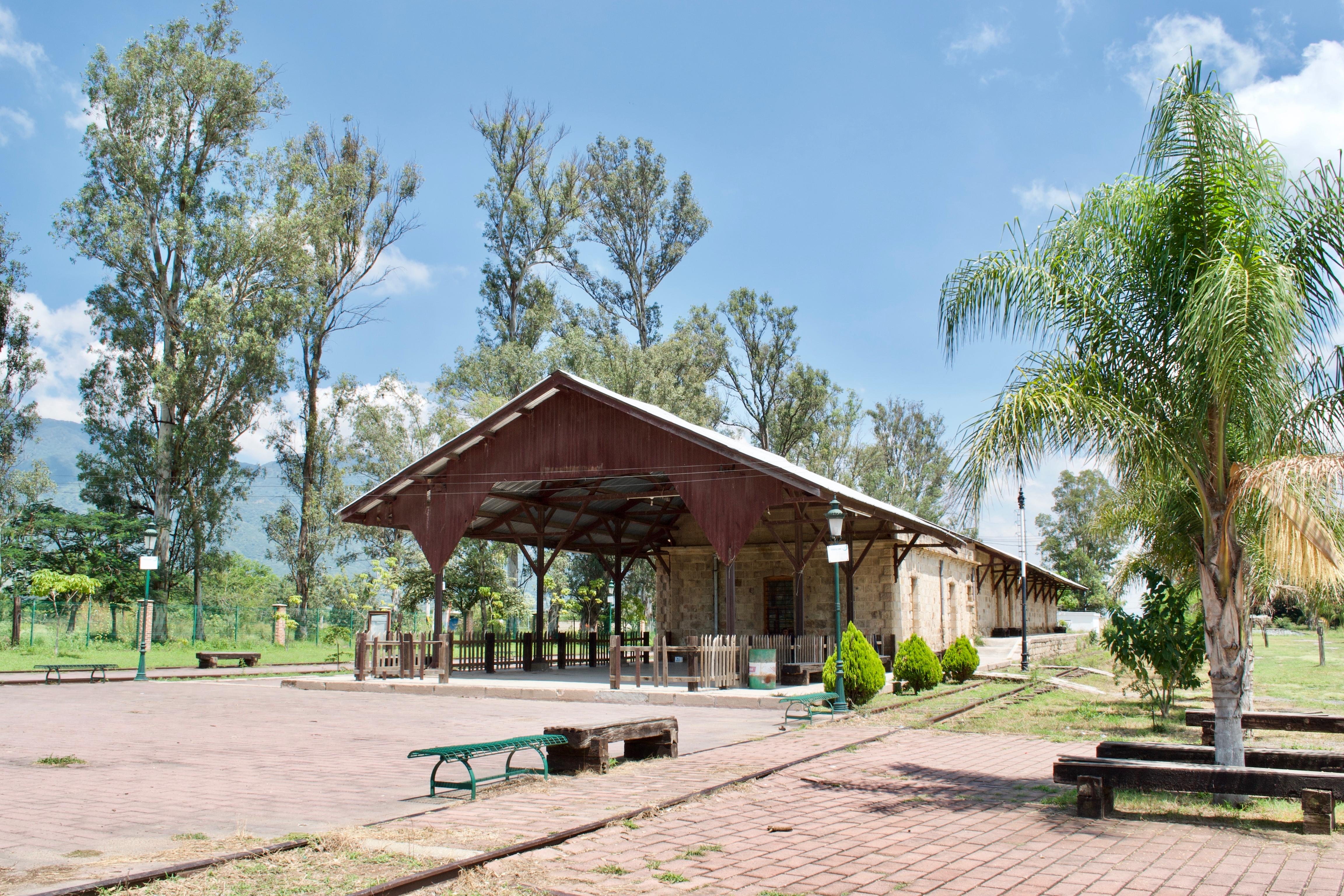
Gare.
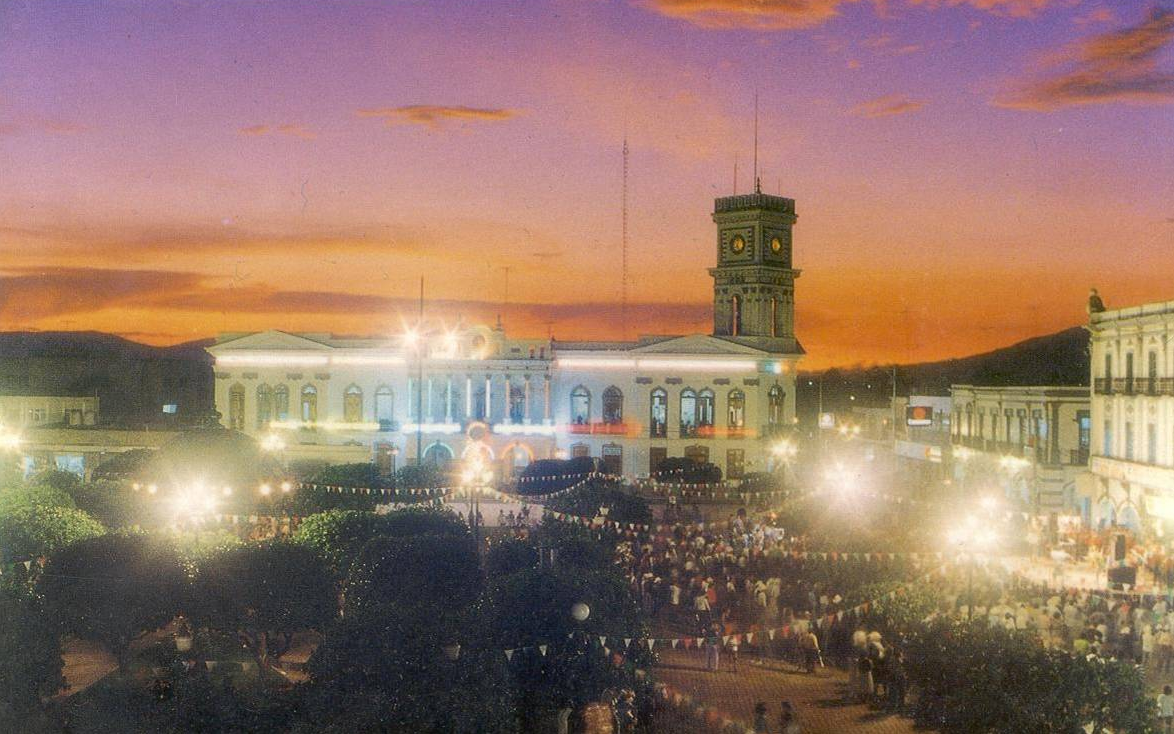
Place.
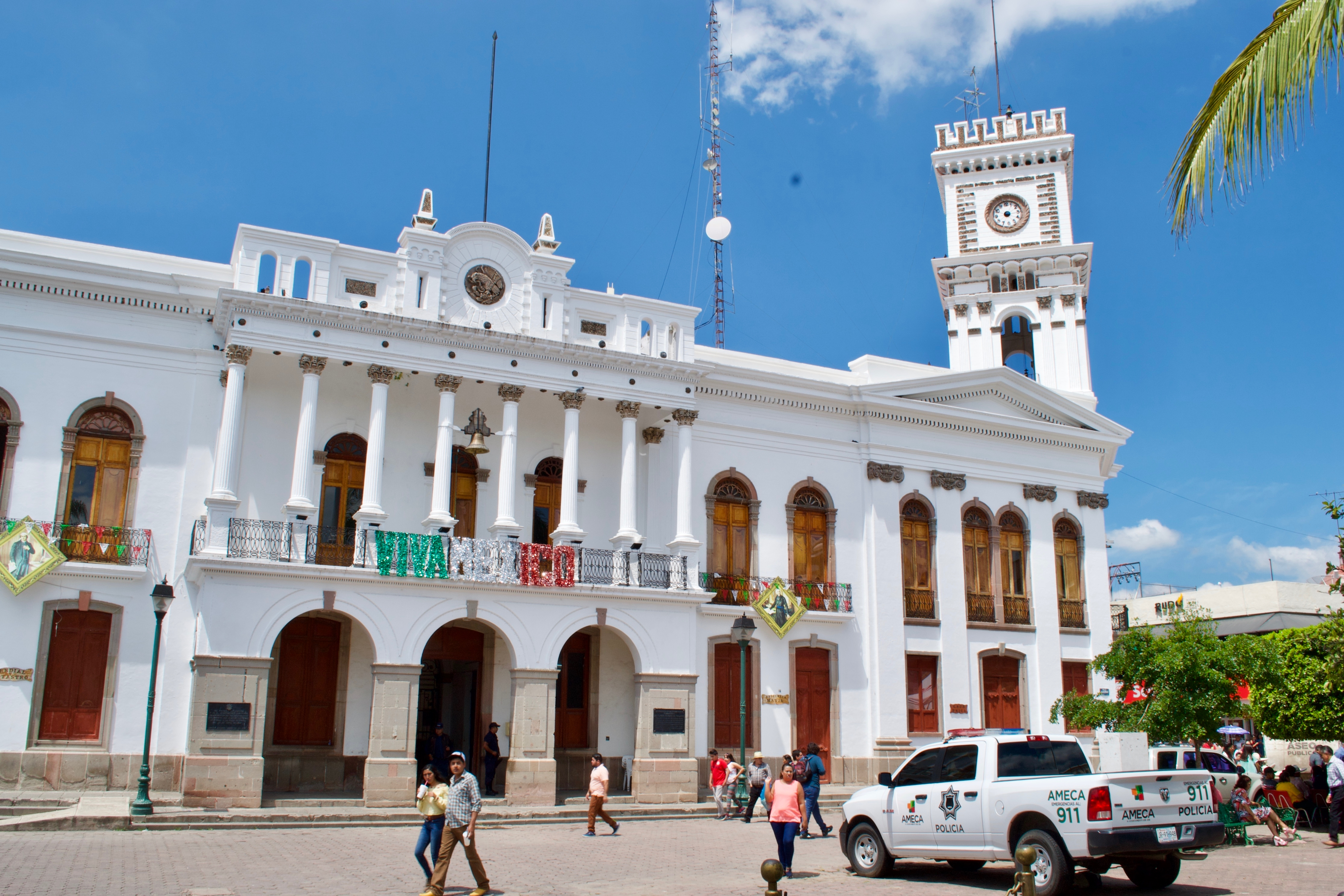
Mairie.

## Personnalités liées à Ameca
- Jojouhquitecuani, ou Xoxouhqui Tequani, fondateur du caciquat d'Ameca (en) au XIVe siècle ;
- Juan de Añesta, conquistador solitaire arrivé à Ameca en 1522 ;
- José Salazar López (1910-1991), cardinal mexicain né à Ameca ;
- Flavio Romero de Velasco (es) (1925-2016), homme politique mexicain né à Ameca ;
- Joaquín Pérez (1936-2011), cavalier, double médaillé olympique ;
- Elizabeth Aguilar (née en 1954), actrice mexicaine née à Ameca.

## Jumelage
- Bollullos de la Mitación ( Espagne) : Ameca fait partie des onze municipalités mexicaines avec lesquelles Bollullos a un programme de coopération et d'échanges car elles ont été évangélisées par le franciscain Juan Calero (es) né en 1500 à Bollullos de la Mitación[5].